# Либоријус фон Франк
Либоријус фон Франк (Сплит, Аустријско царство, 5. октобар 1848 — Грац, Аустрија, 26. фебруар 1935), аустроугарски генерал. Дипломирао је на Војној академији 1869. Служио у Генералштабу а од 1910. ради као инспектор војске. Од почетка рата у августу 1914. постављен за команданта Пете армије, намењене за напад на Србију и био је део трупе стациониране под командом фелдмаршала О. Поћорека. Био је распоређен на положаје у доњем току реке Дрине, од њеног ушћа до Зворника. Његова војска је прешла Дрину 11. августа 1914. и напала Прву српску армију. Командовао је војним акцијама на Дрини и Мачви 16. августа. Међутим, под нападима српске војске 23. августа Фон Франкове трупе се биле приморане на повлачење преко Дрине. У новембру 1914. напада Србију и 1. децембра улази и Београд.
У борбама са српском војском његове трупе су претрпеле тежак пораз (без обзира на значајну премоћ у људству и артиљерији), па су се 15. децембра морале повући из Београда. На његово место је 27. децембра 1914. постављен генерал К. Терстјански фон Надас.